# Temesvári vasárnap
A Temesvári vasárnap a Bikini együttes 1990-ben megjelent koncertlemeze, amit a temesvári Olimpia Csarnokban vették fel. A lemez borítóján Kányádi Sándor "Isten háta mögött" című verse olvasható.
A fellépésre alig két hónappal a romániai forradalom kitörését követően került sor, a magyar zenekarok közül elsőként. A lemezen hallható három új szám is, a "Robog a jövő", a "Lyuk a zászló közepén", és a címadó instrumentális "Temesvári vasárnap".

## Számok listája
| #  | LP # | Cím                   | Szerző                                                      | Hossz |
| -- | ---- | --------------------- | ----------------------------------------------------------- | ----- |
| 1  | A1   | Robog a jövő          | D. Nagy Lajos - Dévényi Ádám - Németh Alajos                | 4:55  |
| 2  | A2   | Ne legyek áruló       | Dévényi Ádám - Németh Alajos - Vedres József                | 3:27  |
| 3  | A3   | Itthon vagyok         | Dévényi Ádám - Németh Alajos                                | 4:24  |
| 4  | A4   | Ne ébressz fel        | Dévényi Ádám - Németh Alajos                                | 4:29  |
| 5  | A5   | Közeli helyeken       | Dévényi Ádám - Németh Alajos                                | 4:05  |
| 6  | A6   | Legyek jó             | Nagy Feró - Németh Lajos - Vedres József                    | 4:03  |
| 7  | B1   | Fúj a szél            | Nagy Feró - Németh Alajos                                   | 3:52  |
| 8  | B2   | Temesvári vasárnap    | Daczi Zsolt                                                 | 5:36  |
| 9  | B3   | Lyuk a zászló közepén | Dévényi Ádám                                                | 4:09  |
| 10 | B4   | Szabad élet           | D. Nagy Lajos - Daczi Zsolt - Márkus József - Németh Alajos | 4:31  |
| 11 | B5   | Adj helyet            | Dévényi Ádám - Trunkos András - Tóth Miklós                 | 6:06  |

## Közreműködtek
Bikini együttes:
- D. Nagy Lajos (ének, vokál)
- Daczi Zsolt (gitár)
- Németh Alajos (basszusgitár)
- Gallai Péter (billentyűs hangszerek, vokál)
- Berecz Endre (dob, ütőhangszerek)
- Kató Zoltán (szaxofon)
- Dévényi Ádám (ének, gitár)